# Coulonvillers
Coulonvillers település Franciaországban, Somme megyében. Lakosainak száma 207 fő (2022. január 1.). Coulonvillers Cramont, Yvrench, Conteville, Maison-Roland és Oneux községekkel határos.

## Népesség
A település népességének változása:
| Lakosok száma | 239  | 239  | 246  | 231  | 225  | 220  | 216  | 211  | 207  |
|               | 2013 | 2015 | 2016 | 2017 | 2018 | 2019 | 2020 | 2021 | 2022 |